# Montejo de Bricia
Montejo de Bricia es una localidad del municipio burgalés de Alfoz de Bricia, en la Comunidad Autónoma de Castilla y León (España).
La iglesia está dedicada a san Julián y santa Basilisa.

## Localidades limítrofes
Confina con las siguientes localidades:
- Al norte con Arnedo.
- Al noreste con Quintanilla de San Román.
- Al sureste con Allén del Hoyo y Lomas de Villamediana.
- Al sur con Ruanales.
- Al noroeste con Higón.

## Demografía
Evolución de la población
| Gráfica de evolución demográfica de Montejo de Bricia entre 2000 y 2017 |
|                                                                         |
| Población de derecho (2000-2017) según el padrón municipal del INE      |

## Historia
Así se describe a Montejo de Bricia en el tomo XI del Diccionario geográfico-estadístico-histórico de España y sus posesiones de Ultramar, obra impulsada por Pascual Madoz a mediados del siglo XIX:

Lugar en la provincia, diócesis, audiencia territorial y capitanía general de Burgos (13 leguas), partido judicial de Sedano (5), y ayuntamiento titulado de la Alfoz de Bricia (1). Está situado sobre un elevado cerro, dominando el llano de Campóo; su clima es propenso a afecciones reumáticas. Tiene 19 casas, una fuente dentro de la población y varias naturales en el término, cuyas aguas son crudas, y una iglesia parroquial, matriz (San Julián) servida por un cura párroco y un sacristán, la cual tiene anejo el lugar de Higón. Confina el término N dicho Higón; E Arnedo, y S y O Valderredible. El terreno es de ínfima clase, y en él se ve un monte muy poblado de robles y hayas. Caminos: los de travesía y en mal estado. Correos: la correspondencia se recibe de Soncillo o Reinosa por medio de peatón. Producciones: centeno, patatas, pocas legumbres y yerbas; cría ganado lanar, vacuno, cabrío y de cerda; y caza de liebres, corzos y lobos. Industria: la agrícola y la carretería de transporte. Comercio: se extraen maderas labradas, y se importan trigo y harinas. Población: 11 vecinos, 41 almas. Capital productivo: 107.010 reales. Imponible: 8.044. El presupuesto municipal asciende a 327 reales y se cubre por reparto vecinal.
Diccionario geográfico-estadístico-histórico de España y sus posesiones de Ultramar